# Cantonul Carignan
Cantonul Carignan este un canton din arondismentul Sedan, departamentul Ardennes, regiunea Champagne-Ardenne, Franța.

## Comune
- Auflance
- Bièvres
- Blagny
- Carignan (reședință)
- Les Deux-Villes
- La Ferté-sur-Chiers
- Fromy
- Herbeuval
- Linay
- Malandry
- Margny
- Margut
- Matton-et-Clémency
- Messincourt
- Mogues
- Moiry
- Osnes
- Puilly-et-Charbeaux
- Pure
- Sachy
- Sailly
- Sapogne-sur-Marche
- Signy-Montlibert
- Tremblois-lès-Carignan
- Villy
- Williers